# Minihockey
El minihockey o hockey de rodilla es un deporte de interior similar al hockey hielo. 

## Características
El juego lo disputan como mínimo dos jugadores (un jugador para cada lado), y ambos intentan marcar gol en la portería del equipo rival usando sus manos o sus palos, que son especialmente diseñados para el hockey de rodilla. Es especialmente popular entre niños y adolescentes practicantes de hockey, sobre todo en los Estados Unidos y Canadá. Su accesibilidad (cualquier objeto blando puede ser una bola y cualquier material profundo se puede utilizar como portería) lo hace bastante común en los sótanos y los vestíbulos. Se disputa en una superficie blanda, en interior (generalmente una alfombra o esterillas).